# Empresa socialmente responsable (distintivo)
Empresa Socialmente Responsable (ESR) es un distintivo que otorga el Centro Mexicano para la Filantropía (Cemefi) junto con la Alianza por la Responsabilidad Social en México (AliaRSE) desde el año 2001 a empresas y organizaciones establecidas en México que cumplen con una serie de criterios que abarcan, de forma general, la rentabilidad y sustentabilidad económica, social y ambiental.
El distintivo es, como sugiere su nombre, un distintivo, no es certificable.
Las cuatro líneas estratégicas del distintivo son la ética y gobernabilidad empresarial, la calidad de vida en la empresa (dimensión social del trabajo), la vinculación y el compromiso con la comunidad y su desarrollo, el cuidado y preservación del ambiente; cada una de éstas se divide en 30 indicadores.
Más allá de la obtención de este distintivo, el Cemefi considera que el cumplimiento de los principios de ESR contribuye a la "buena salud" de la organización y al fortalecimiento de su relación con la comunidad y sus consumidores; de forma puntual, se pueden mencionar entre los beneficios directos "una mayor simpatía de los consumidores, mayor lealtad de los colaboradores, mayor confianza de los inversionistas, facilidad en los procesos de toma de decisiones, optimización de recursos humanos y materiales y, en general, la instalación de procesos colectivos de mejora continua, para beneficio de la empresa y de toda la sociedad".
Para 2019, 991 empresas cuentan con este distintivo, desde grandes empresas transnacionales hasta PYMES. De igual forma existen empresas que llevan solamente 1 año con dicho reconocimiento, hasta otras que tienen 19 años consecutivos recibiendo el distintivo.